# Simone Manuel
Simone Ashley Manuel (Sugar Land, 2 de agosto de 1996) é uma nadadora estadunidense, campeã olímpica.

## Carreira

### Rio 2016
Manuel competiu nos 100 metros livre feminino nos Jogos Olímpicos de Verão de 2016, onde conquistou a medalha de ouro. Também integrou a equipe campeã nos 4x100 m medley.